# Teloglabrus australis
Teloglabrus australis är en tvåvingeart som beskrevs av Feijen 1983. Teloglabrus australis ingår i släktet Teloglabrus och familjen Diopsidae. Inga underarter finns listade i Catalogue of Life.